# Mercedes-Benz CLS-klass
Mercedes-Benz CLS-Klass är en serie lyxbilar, tillverkade av den tyska biltillverkaren Mercedes-Benz sedan 2004.
CLS-Klass är en fyrdörrars coupé-modell av Mercedes-Benz E-klass. Tekniken baseras på motsvarande E-Klass-sedaner.

## C219 (2004-2010)
Se vidare under huvudartikeln Mercedes-Benz C219.

## C218 (2010-2018)
Se vidare under huvudartikeln Mercedes-Benz C218.

## C257 (2018-2023)
Se vidare under huvudartikeln Mercedes-Benz C257.

## Bilder

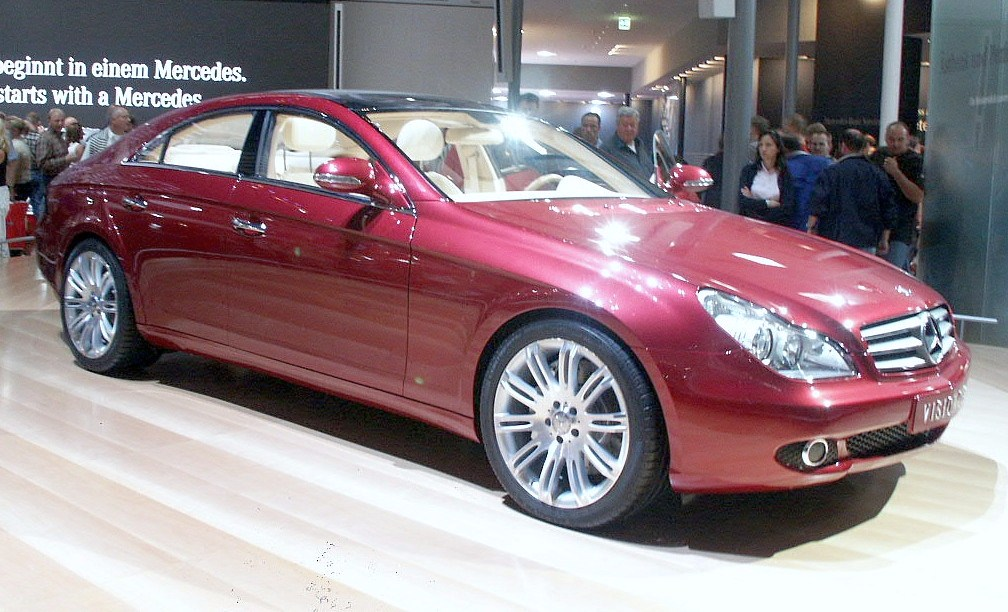
Mercedes-Benz Vision CLS 2003
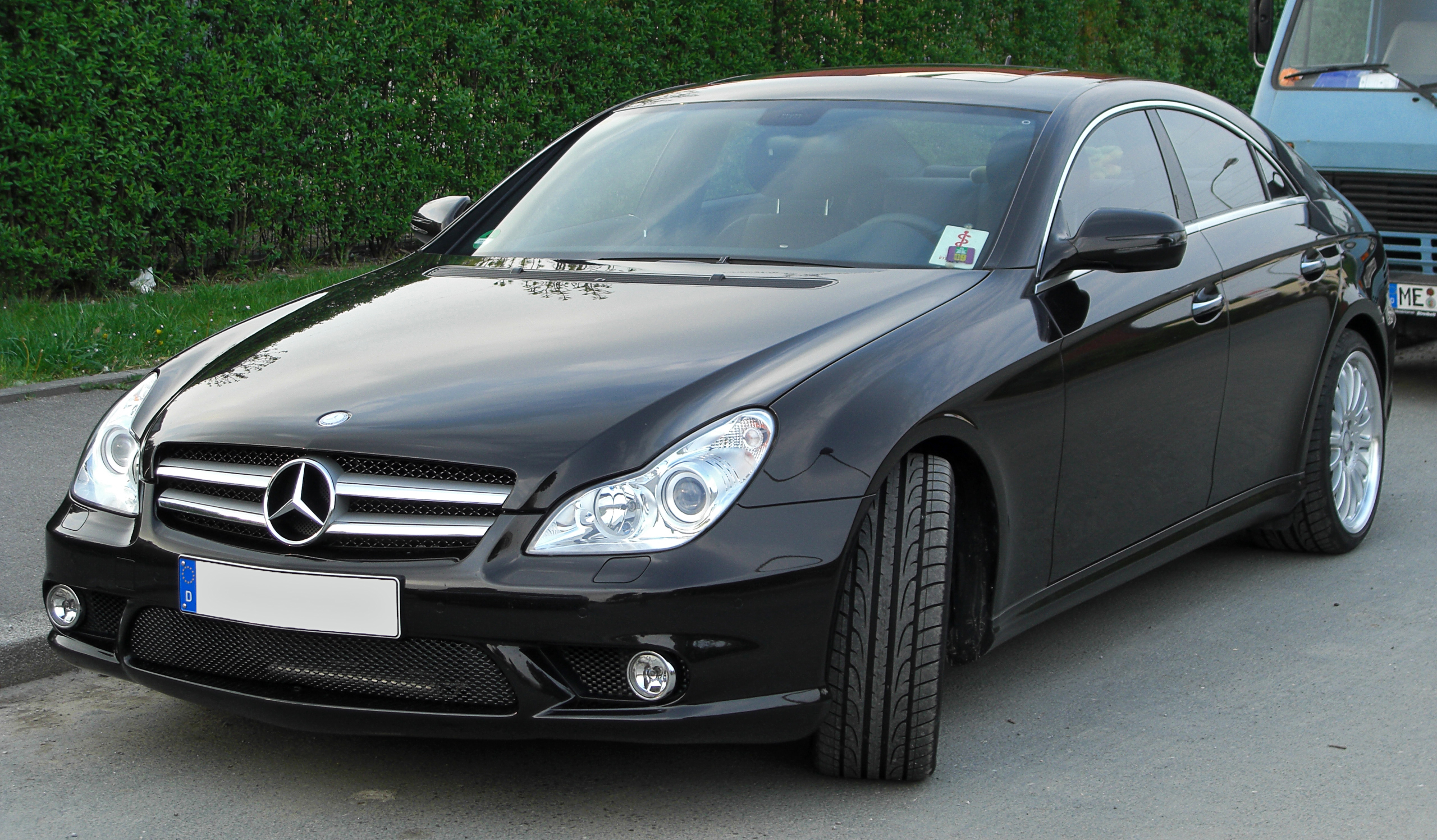
Mercedes-Benz C219
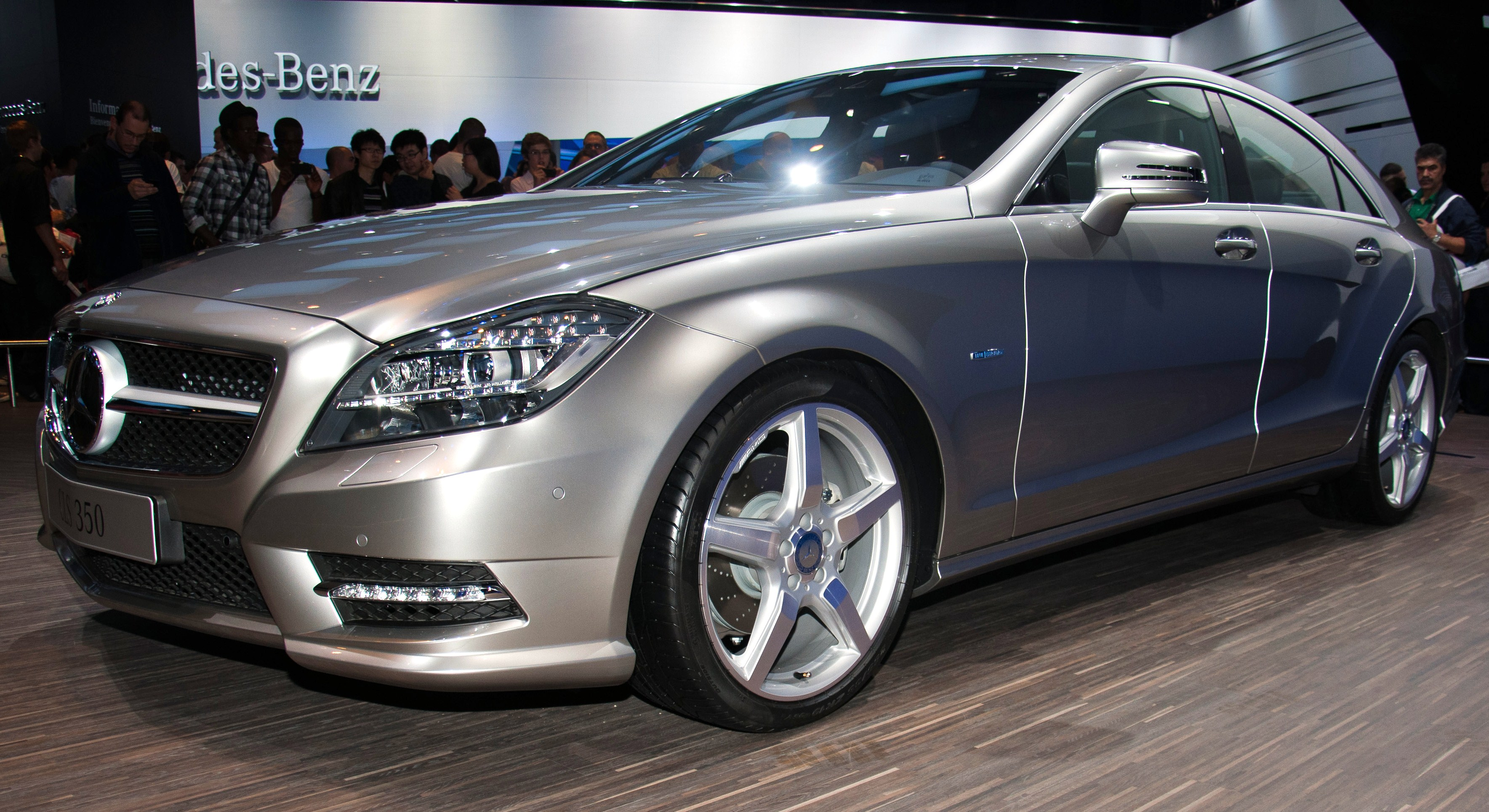
Mercedes-Benz C218
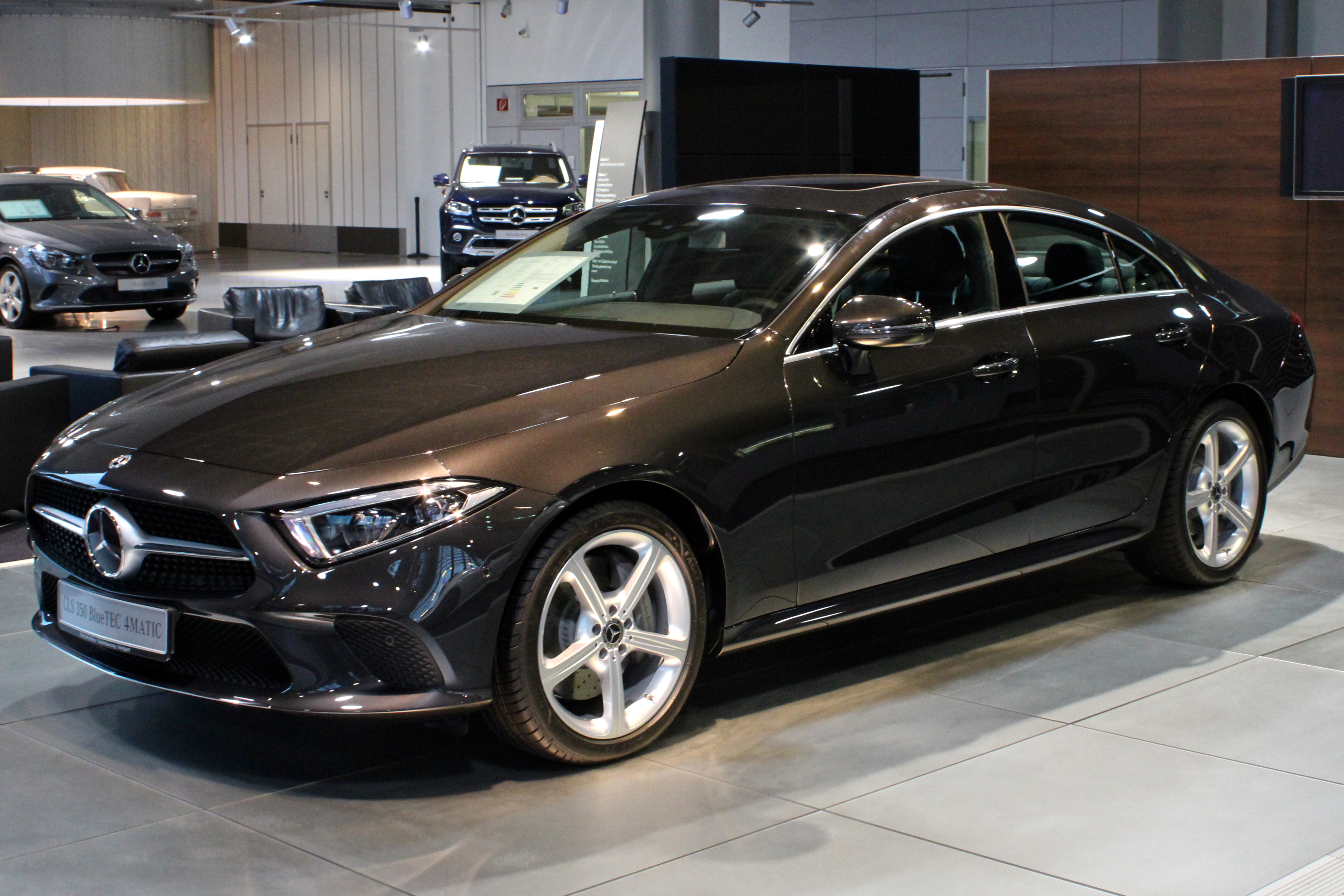
Mercedes-Benz C257